# 原皇后
原皇后（？—？），姓氏不詳，清肇祖孟特穆之妻。
原皇后的生平事跡不詳，僅知她嫁給清肇祖。顺治五年（1648年），清世祖追封泽王孟特穆為肇祖原皇帝，同時為他的妻子上諡號為原皇后。